# Die Gruft

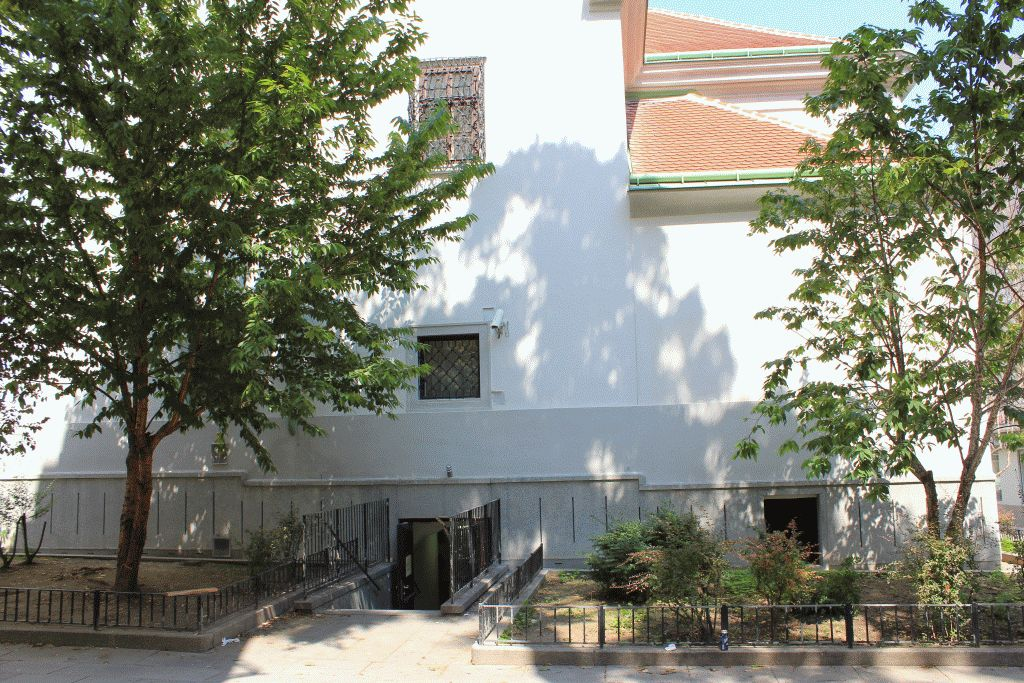
Der Eingang zur „Gruft“

Die Gruft ist eine von der Caritas der Erzdiözese Wien betriebene Obdachloseneinrichtung im 6. Wiener Gemeindebezirk Mariahilf in Räumlichkeiten unterhalb der Mariahilfer Kirche (häufig: Barnabitenkirche). Sie besteht seit 1986, ist rund um die Uhr geöffnet und bietet Mahlzeiten, Duschmöglichkeiten, Übernachtungsmöglichkeiten und medizinische sowie psychiatrische Betreuung.

## Geschichte
Zum Advent 1986 wurde auf Initiative von Albert Gabriel (geb. 1936 in Sankt Peter am Wimberg, gestorben 2023 in Mistelbach), ein römisch-katholischer Theologe und Salvatorianerpater, mit Unterstützung der Schüler des naheliegenden Amerling-Gymnasiums unterhalb der Mariahilfer Kirche in der Gruft – einem ehemaligen Pestfriedhof – eine Wärmestube für Obdachlose eingerichtet. Anfangs war sie täglich für zwei Stunden geöffnet und es wurde Tee und einfaches warmes Essen gereicht. Seit Oktober 1994 ist die Gruft durch die Unterstützung des Fonds Soziales Wien 24 Stunden täglich geöffnet und seit Juli 1996 ist die Caritas Wien Trägerorganisation der Einrichtung.

## Statistik und Finanzierung
Täglich wird dreimal kostenloses Essen ausgegeben, im Jahr 2007 waren das insgesamt 81.897 Essensportionen. Weiters gab es im Jahr 2007 insgesamt 25.477 Nächtigungen und 1.165 wurden sozialarbeiterisch betreut, wobei der Frauenanteil bei rund 15 % lag.
Die Finanzierung erfolgt zu einer Hälfte durch den Fonds Soziales Wien – rund 500.000 Euro im Jahr 2008 – und zur anderen Hälfte durch Spenden. Im Jahr 2012 wurden 97.285 Essen – so viel wie noch nie – ausgegeben und gab es 19.453 Nächtigungen, etwas mehr als 2011.

## Ausbau und Zweite Gruft
Im Jahr 2009 eröffnete die Caritas speziell für EU-Ausländer die Zweite Gruft im 18. Wiener Gemeindebezirk Währing.
Aufgrund des steigenden Platzbedarfs am Standort unterhalb der Mariahilfer Kirche wurde am 31. August 2012 mit dem Ausbau der Gruft in mehreren Phasen begonnen. Am 19. September 2013 erfolgte die Eröffnung eines oberirdischen Zubaues für die Tagesbetreuung der Obdachlosen mit Tageslicht und 450 Quadratmeter Nutzfläche im und neben dem Pfarrhof der Barnabitenkirche.